# Шарль Мюнш
́
Шарль Мюнш (фр. Charles Munch або Münch; 26 вересня 1891 — 6 листопада 1968) — французький диригент і скрипаль.
У 1949—1962 роках — керівник Бостонського оркестру, в 1967 — співзасновник і перший керівник Оркестру Парижа.
Автор книги «Я — диригент» (Je suis chef d'orchestre), виданої у Парижі в 1954 році.